# Machine de Lorenz

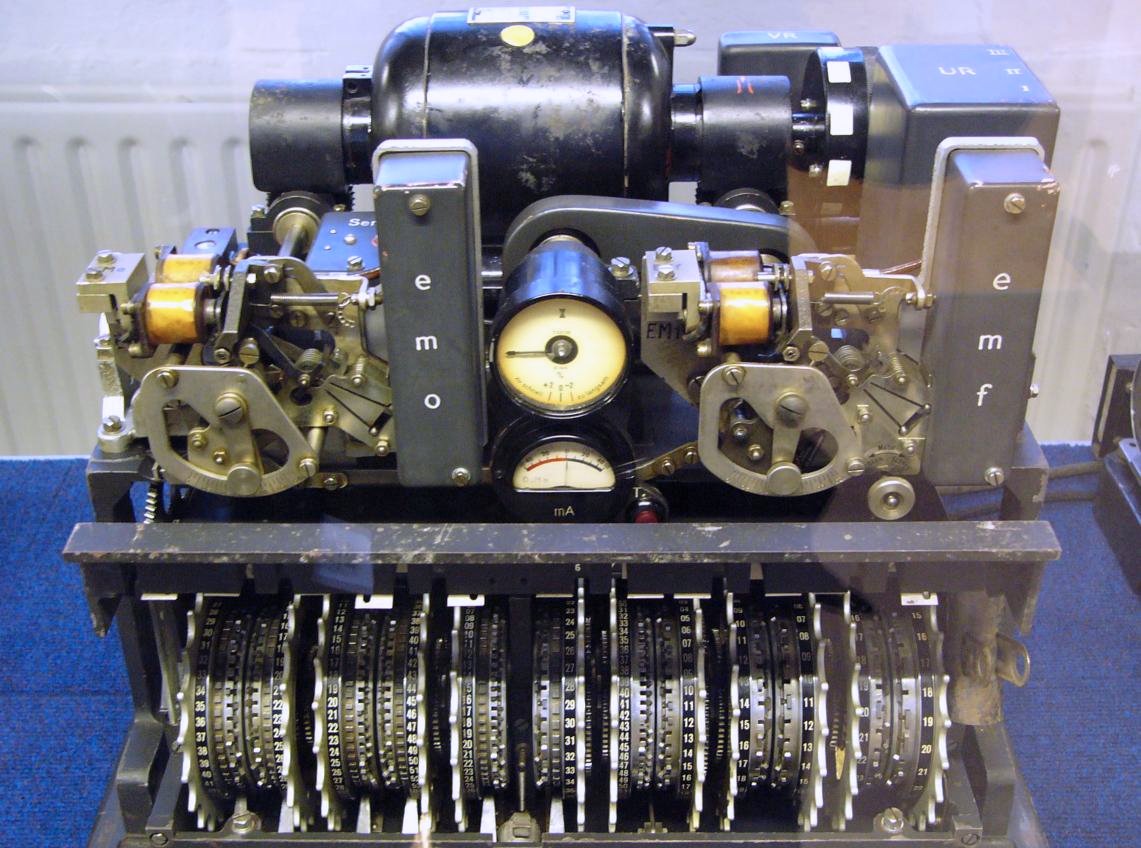
La machine de Lorenz était utilisée pour chiffrer les communications militaires allemandes de haute importance pendant la Seconde Guerre mondiale. Les cryptanalystes de Bletchley Park sont parvenus à casser son code.

Les machines de Lorenz SZ 40 et SZ 42 (SZ pour « Schlüsselzusatz », qu'on peut traduire par « pièce jointe chiffrée ») sont des machines de chiffrement ayant été utilisées pendant la Seconde Guerre mondiale par l'Allemagne nazie pour les communications par téléscripteur. Les cryptographes britanniques, qui se référaient de façon générale au flux des messages chiffrés allemands envoyés par téléscripteur sous l'appellation Fish (fish peut se traduire par « poisson »), ont nommé la machine et ses messages « Tunny » (qu'on peut traduire par « Thon »). Tandis que la déjà bien connue machine Enigma servait à l'armée, la machine de Lorenz était destinée aux communications de haut niveau entre le quartier-général situé à Berlin et les quartiers-généraux des différents corps d'armées, qui pouvaient s'appuyer sur cet appareil lourd, son opérateur et des circuits dédiés. La machine elle-même mesurait 51 × 46 × 46 cm et accompagnait les téléscripteurs Lorenz standards. Ces machines appliquaient une méthode de chiffrement de flux.
Le code de cette machine réputée inviolable a été cassé par les Alliés entre 1942 et 1943.

## Fonctionnement

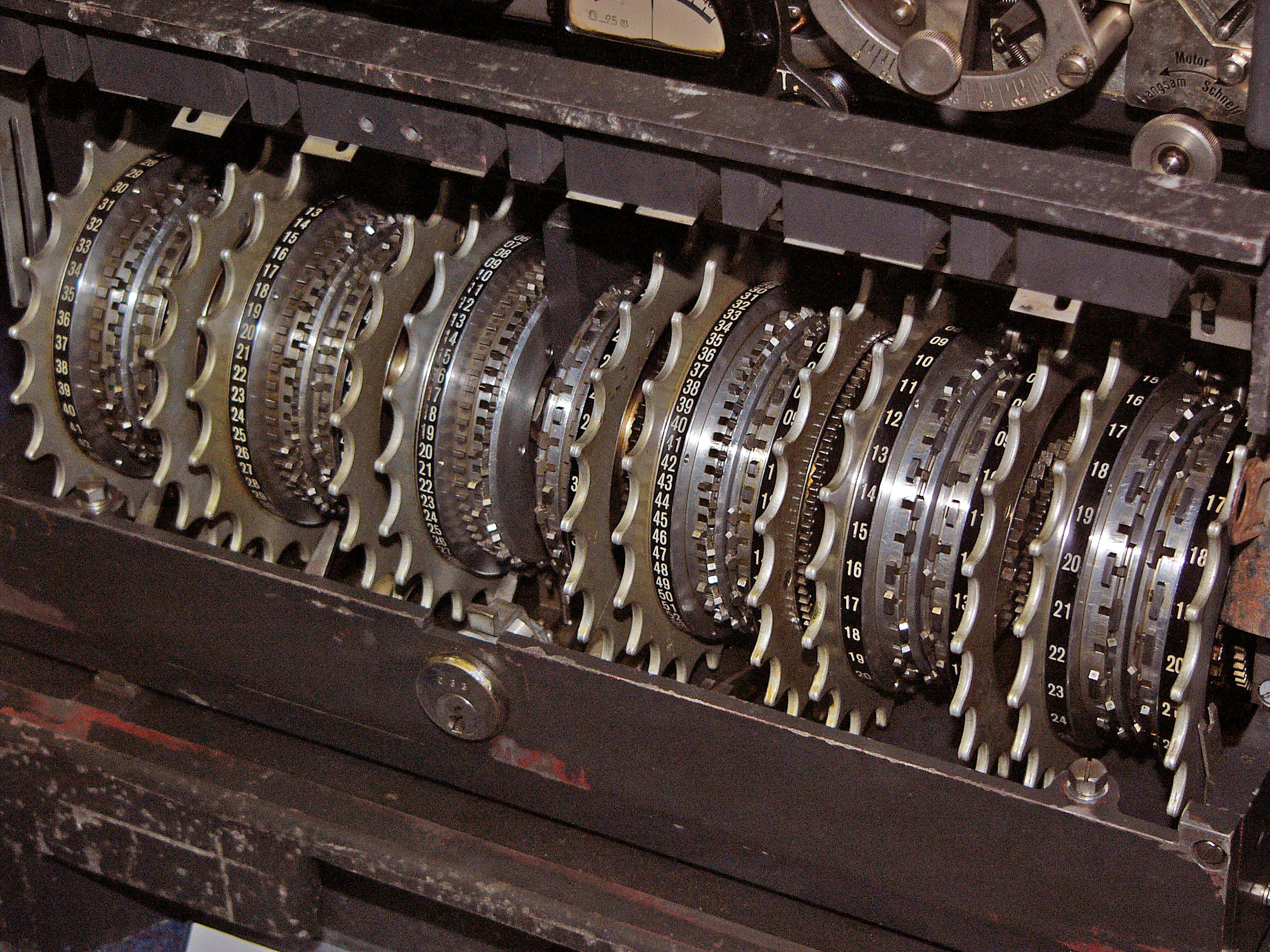
La machine de Lorenz avait 12 roues comprenant 501 « pointes ».

Les téléscripteurs d'abord traitaient chaque caractère, généralement chiffré avec le code Baudot ou un procédé équivalent, comme cinq bits en parallèle sur cinq lignes. La machine de Lorenz produisait des groupes de cinq bits pseudo-aléatoires à combiner par l'opérateur OU exclusif au texte clair. Les bits pseudo-aléatoires étaient générés par dix « pinwheels », cinq d'entre elles tournant régulièrement, nommées les roues χ (chi) et cinq autres à la course irrégulière, nommées les roues ψ (psi). Le pas de rotation des roues {\displaystyle \psi } dépendait de deux autres roues, appelées les « roues motrices ». Hormis son rôle d'entraînement irrégulier de cinq roues (qui, soit avançaient ensemble, soit restaient immobiles ensemble), la machine de Lorenz constitue un générateur pseudo-aléatoire à cinq flux parallèles de bits ; aucune autre interaction n'existe entre les cinq lignes. Les nombres de « pins » sur toutes les roues étaient premiers entre eux.
Ces machines étaient du même type que celles proposées en premier par le colonel Parker Hitt (de) de l'Armée des États-Unis d’Amérique à l'époque de la Première Guerre mondiale.

## Cryptanalyse
Les cryptanalystes de Bletchley Park ont compris le fonctionnement de la machine en janvier 1942 sans jamais en avoir vu un seul exemplaire. Cela fut possible à cause d'une erreur commise par un opérateur allemand. Le 30 août 1941, un message de 4 000 caractères fut transmis ; cependant, le message n'ayant pas été reçu correctement à l'autre bout, celui-ci fut retransmis avec la même clé (une pratique formellement interdite par la procédure). De plus, la seconde fois le message fut transmis avec quelques modifications, comme l'utilisation de certaines abréviations. À partir de ces deux textes chiffrés, John Tiltman a été en mesure de reconstituer à la fois le texte en clair et le chiffrement. D'après le chiffrement, toute la structure de la machine fut reconstituée par W. T. Tutte.
Les transmissions « Tunny » étaient interceptées à Knockholt, dans le Kent, avant d'être envoyées à Bletchley Park.
Plusieurs machines complexes furent élaborées par les Britanniques pour s'attaquer à ce type de messages. La première de la famille, connue sous le nom de « Heath Robinson (en) », utilisait des bandes de papier circulant rapidement le long de circuits électroniques logiques, pour déchiffrer le flux.
La suivante fut l'ordinateur Colossus, le premier ordinateur électronique numérique du monde (cependant, comme ENIAC, il ne comportait aucun logiciel embarqué et était programmé par l'intermédiaire de cartes enfichables, de commutateurs et de panneaux de connexion). Il était à la fois plus rapide et plus fiable que les « Heath Robinsons. Son utilisation permit aux Britanniques de lire une grande part des communications de type « Tunny ».
Le service de cryptanalyse suédois, le FRA (Försvarets radioanstalt), avait aussi déchiffré le système de Lorenz ; leur solution fut trouvée en avril 1943.